# Ausfahrt Musikverlag
Die Ausfahrt Musikverlag GmbH ist ein deutscher unabhängiger Musikverlag aus Halle (Westf.), mit eigenen Musiklabeln, der 1983 von Komponist und Musikproduzent Ulrich Hornberg und Wolfgang Sperner gegründet wurde.
Der Verlag ging aus dem International Noise Orchestra (1981) hervor, einer der ersten Culture-Crossing Bands. Mit Geldern aus Konzerten richtete die Gruppe ein eigenes Tonstudio ein, um unabhängig produzieren zu können. Um Wege zu verkürzen, gründete man eigene Label – Ausfahrt Rec., Worldmusic Recordings, electricBlue, Beathotel und Sang Du Peuple Berlin. Anfang der 1990er Jahre schied Wolfgang Sperner aus. Bis 2009 war Britta Hamann für die Verlagsleitung zuständig.
2006 wurde in Berlin eine Hauptstadt Vertretung – Ausfahrt.Berlin für den Promotion-Bereich gegründet. 2010 wurde der Verlag in die syncron-arts GmbH eingegliedert. Das Studio wurde nach Berlin verlegt und wird seitdem unter dem Namen studio.Wannsee in Zusammenarbeit mit cmpm GmbH betrieben. Neben moderner digitaler Mehrspurtechnik verfügt das Studio auch über traditionelle 24-Spur Analogtechnik und Film-Postproduction-Bereich. Die Studioräumlichkeiten umfassen einen großen Aufnahmeraum, in dem Liveaufnahmen mittelgroßer Ensembles möglich sind. Für größere klassische Klangkörper kann die Wannseer Andreaskirche mit ihrer hervorragenden Akustik genutzt werden.
Unter dem Dach studio.Wannsee werden folgende Label betrieben: m=minimal LC15278, M=MAXIMAL LC29238, World on Wire LC29314, Worldmusic Recordings LC07674, Beathotel LC06415, German Underground Movement LC04760, Electric Blue LC04761, Ausfahrt Berlin LC00058. Vertrieben werden die Label von kompakt.fm (Rough Trade Distribution), tonpool und H’Art.
Weiterhin gehören zum Verlag das Graphic Dept. Graffiterra, die Produktions-Abteilung MAMA! Send Money, Lawyers + Revolvers und der Konzertservice One2Thousands.

## Künstler und Autoren (Auszug)
- Armageddon Dildos
- Das Ich
- Ofra Haza (1957–2000)
- Howard Jones
- Richard Strange
- Bruno Kramm
- oFF Love
- Christian Borngräber
- Conrad Schnitzler
- Andreas Reihse (Kreidler)
- Laas Unltd.
- Java Guidi
- Umbra et Imago
- Bhangra Brothers